# 毛脚龙竹
毛脚龙竹（学名：Dendrocalamus barbatus var. internodiiradicatus）为禾本科牡竹属下的一个变种。

## 扩展阅读
- 維基物種上的相關：毛脚龙竹